# Clădirea Arhivelor Naționale
Clădirea Arhivelor Naționale este un monument istoric aflat pe bulevardul Regina Elisabeta din București.
Imobilul a fost edificat între anii 1885 – 1887. Clădirea a fost construită și a servit ca sediu al Monitorului Oficial și ulterior Secretariatului General al Consiliului de Miniștri. În 1959, clădirea a fost transferată Arhivelor Naționale, servind ca depozit de arhivă și ca sediu central.
În anul 1985, în timpul sistematizării Bucureștiului, Mănăstirea Mihai Vodă, care era sediul Arhivelor Statului, a fost demolată. În acest context, clădirea de pe Bd. Elisabeta a devenit noul sediu al Arhivelor.